# Avaris
Avaris (egipčansko ḥw.t wr.t, Hut-waret, starogrško Αὔαρις, latinizirano: Auaris)  je bil prestolnica Egipta med vladavino Hiksov. Stal je v sodobnem Tell el-Dab'aju na severovzhodu Nilove delte na stiku 8., 14., 19. in 20. noma. Ko se je glavni tok Nila premaknil proti vzhodu, je postal tudi veliko trgovsko središče. Naseljen je bil od okoli 1783 do 1550 pr. n. št. oziroma od Trinajste egipčanske dinastije do drugega vmesnega obdobja, ko ga je porušil Ahmose I., prvi vladar iz Osemnajste dinastije. 

## Ime
V egipčanskem jeziku 2. tisočletja pr. n. št. se je ime mesta izgovarjalo verjetno kot *Ḥaʔat-Wūrat – Velika hiša, se pravi da je bilo upravno središče regije. Ime Hawara se je ohranilo in se zdaj nanaša na mesto na vhodu v Faijum. Klemen Aleksandrijski omenja, da se je mesto imenovalo Athyria.

## Zgodovina
Leta 1885 je švicarski arheolog Édouard Naville začel prvi raziskovati okolico Tell-el-Daba. Leta 1941 ali 1942 je egiptovski egiptolog Labib Habachi prvi pomislil, da bi najdišče lahko bilo Avaris. V letih 1966 do 1969 in po letu 1975 so najdišče raziskovali člani Avstrijskega arheološkega instituta. S pomočjo geološkega radarja so leta 2010 narisali načrt mesta, vključno z ulicami, hišami, pristaniščem in stranskim rokavom Nila, ki je takrat tekel skozi mesto.
Najdišče Tell el-Dab'a, ki meri okoli 2 km2, je popolnoma porušeno. Raziskave so pokazale, da je bilo dobro razvito trgovsko središče s pristaniščem, ki je v trgovski sezoni lahko oskrbelo več kot 300 ladij. Najdbe iz templja, ki so ga zgradili Hiksi, kažejo, da se je v mestu trgovalo s proizvodi s celega egejskega sveta. V templju so odkrili stenske poslikave podobne minojskim, ki so jih odkrili v palači v Knososu na Kreti. V veliki iz blatnih zidakov zgrajeni grobnici zahodno od templja so med grobnimi pridatki odkrili tudi bakrene meče.
Proti koncu Sedemnajste dinastije je Avaris oblegal Kamos, zadnji kralj iz te dinastije, vendar mu Hiksov ni uspelo pregnati. Približno 18 let kasneje je okoli leta 1550 pr. n. št. to uspelo njegovemu nasledniku Ahmosu I., ustanovitelju Osemnajste dinastije. Po nekaterih podatkih bi lahko bila Kamos in Ahmos I. ista oseba.
Osemnajsta dinastija je vladala iz Teb, zato je Avaris začel propadati. Nekdanja  citadela je sprva služila kot ogromno skladišče s številnimi silosi, kasneje pa kot vojaško taborišče. Nazadnje je Osemnajsta dinastija nad taboriščem in vojaškim pokopališčem zgradila nov kompleks palač. Med vladavino Ramzesa II. (1279–1213 pr. n. št.) je bil Avaris vključen v novo mesto Pi-Ramzes, ki so ga faraoni zgradili po preselitvi prestolnice iz Teb v delto Nila.

## Stiki z Minojci
V Avarisu, Tel Kabriju v Izraelu in Alalahu v Siriji so odkrili sledove minojske kulture, ki so v Levantu zelo redki. Manfred Bietak, avstrijski arheolog in raziskovalec Tell Dab'a, je špekuliral, da so imeli Minojci tesne stike z vladarji v Avarisu in da minojske freske v velikem templju pomenijo, da so Minojci v Egiptu imeli svoje versko življenje. Francoski arheolog Yves Duhoux je predpostavljal obstoj minojske kolonije na otoku v Nilovi delti.